# Biblioteca privata di Adolf Hitler
La biblioteca privata di Adolf Hitler fu la raccolta privata di libri posseduti da Hitler, esclusi i libri acquistati per la Biblioteca nazionale tedesca. Baldur von Schirach, il capo della gioventù hitleriana ebbe ad affermare che Hitler possedesse circa 6000 volumi e che li aveva letti tutti. Altre stime fatte successivamente hanno innalzato il numero della sua collezione fino a circa 16.000 titoli. Gli storici affermano che quasi i 2/3 della sua collezione fossero intonsi e che i rimanenti contenevano elementi che ne comprovavano la lettura, quali annotazioni e segni. Non esistono registrazioni documentate d'archivio che possano confermare questa somma poiché diversi libri sarebbero stati distrutti dagli alleati della seconda guerra mondiale.
La raccolta di Hitler riflette i suoi atteggiamenti verso la censura, mancando di opere che ne presentino anche le controparti. Anche se i contemporanei affermarono che egli amasse leggere opere di autori tedeschi, in particolare Friedrich Nietzsche, "non v'è alcuna traccia di Johann Wolfgang von Goethe, Friedrich Schiller, Dante Alighieri, Arthur Schopenhauer o Nietzsche nella sua biblioteca".
Si dice che abbia creduto che William Shakespeare fosse di molto superiore a Goethe e a Schiller; possedette una copia della traduzione in lingua tedesca di Shakespeare del 1925 pubblicata dalla "Langen Müller Verlag". A Hitler piacque citare alcuni suoi passi per tutta la vita. Le copie di Goethe, Schiller, Dante e Schopenhauer potrebbero essere state distrutte a causa dei bombardamenti alleati, quindi non v'è alcun modo di sapere con certezza se facessero parte della sua collezione. Si dice che la sua raccolta abbia incluso "prime edizioni di opere di filosofi, storici, poeti, drammaturghi e romanzieri".
"Egli possedeva copie illustrate del Don Chisciotte della Mancia e di Robinson Crusoe, che ha classificato tra le grandi opere della letteratura mondiale assieme a I viaggi di Gulliver e a La capanna dello zio Tom". Hitler durante la sua giovinezza fu un lettore vorace: affermava di poter leggere almeno un libro intero in una sola notte, se non di più. Inoltre gli sono spesso stati donati libri da varie donne di sua conoscenza". L'unico testo letterario classico trovato nella sua biblioteca sono a tutt'oggi la raccolta degli scritti di Heinrich von Kleist.

## Storia
La prima descrizione della sua collezione privata fu pubblicata nel 1942. I libri privati di Hitler che furono conservati nella Nuova Cancelleria del Reich  di Berlino furono confiscati dalle truppe sovietiche e inviati a Mosca. I libri rimasti a Monaco di Baviera e a Berchtesgaden (così come il suo mappamondo personale) sono stati saccheggiati come bottino di guerra da singoli soldati statunitensi. 3.000 di questi libri sono stati poi scoperti all'interno di una miniera di sale a Berchtesgaden e furono incamerati dalla Biblioteca del Congresso. Il più grande volume che è stato recuperato riguarda le colonie tedesche, con una dedica scritta a Hitler, incoraggiandolo alla "riacquisizione delle colonie".
A tutt'oggi essi si trovano in un locale speciale bloccato nella Biblioteca del Congresso dove possono essere consultati solo accedendo in cinque persone alla volta e leggendo il libro nella rarefatta saletta lettura.
Ottanta libri che appartenevano a Hitler furono identificati nel seminterrato dell'Università Brown.